# Jean-Pierre Le Dantec
Pour les articles homonymes, voir Dantec.
Jean-Pierre Le Dantec, né le 14 mars 1943 à Plufur dans les Côtes-du-Nord, est un écrivain français. Il a été le directeur de l’école d’architecture de Paris-La Villette de 2001 jusqu’en 2006. Architecte-urbaniste, il a ensuite été le directeur scientifique de l'équipe Castro lors de la consultation internationale sur le Grand Paris (2008-2009), puis conseiller scientifique, au titre de cette équipe, de l'Atelier international du Grand Paris (2010-2016). 
Il a connu une certaine notoriété médiatique en tant qu'activiste d’extrême gauche au tournant des années 1960-1970 (voir Mao-spontex).

## Parcours professionnel et engagement politique
Jean-Pierre Le Dantec étudie à l’École centrale de Paris où il obtient son diplôme d’ingénieur en 1966 (Il est de la même promotion que le chanteur Antoine). Il milite en même temps à l’Union des étudiants communistes (1963–1965), puis devient le responsable de l’UJC (ml) (maoïste) en 1967 et fait partie de sa délégation en Chine la même année, au tout début de la Révolution culturelle. Il s’inscrit ainsi dans le mouvement maoïste de la Gauche prolétarienne dans les années 1970, qui prône la violence et dont il devient l’un des leaders. Après plusieurs postes en tant qu’enseignant de mathématiques, Jean-Pierre Le Dantec fait son entrée à l’École d’architecture de Paris-La Villette (alors Unité pédagogique no 6).
En 1970, alors que toutes les semaines le journal La Cause du Peuple est saisi dès sa publication par décret du ministre de l'intérieur Raymond Marcellin, il est arrêté et placé en détention provisoire, en tant que directeur de la publication du journal. Le 27 mai, il est condamné à un an de prison pour « délits de provocation aux crimes contre la sûreté de l'État et apologie du meurtre, du vol, du pillage et de l'incendie. ». De sérieux incidents entre la police et les manifestants ont lieu le jour de son procès. Le directeur de la publication suivant, Michel Le Bris, connaît un sort équivalent (8 mois). Toutefois, entre-temps Jean-Paul Sartre a été nommé directeur de la publication de la Cause du Peuple et le gouvernement n'ose pas l'arrêter lui aussi. Ce même 27 mai, la Gauche prolétarienne est interdite.
Jean Pierre le Dantec intervient en 1973 lors du colloque Bretagne et autogestion. En 1974, il s’attache à créer la collection « La France sauvage » chez Gallimard, avec Michel Le Bris et avec l’appui de Jean-Paul Sartre et y fait paraître son premier livre : Bretagne Re-naissance d’un peuple. Puis il prend en charge, toujours pour le compte de Gallimard, une petite maison d’édition, Les Presses d'aujourd’hui, destinée à accueillir la mouvance des gauches alternatives, dans laquelle il publie son livre Les Dangers du soleil puis édite de la littérature.
Il s’éloigne alors des positions politiques justifiant la violence, pour apporter son soutien aux « dissidents » d’Union soviétique et des pays de l’Est, ainsi qu’aux boat-people vietnamiens, puis en fondant en 1992, avec un groupe d’amis et à l’initiative d’Anna Sénik, le Comité Vel d'Hiv qui demande au président de la République de reconnaitre la participation à la Shoah du régime de Vichy (Mitterrand refuse, mais Chirac et ses successeurs reconnaissent officiellement cette responsabilité).
Après 1976 et le transfert d’UP 6 des Beaux-Arts vers une ancienne usine de faïencerie du 19e arrondissement, l’école doit se résoudre à la refonte de son mode de fonctionnement, abandonnant la gestion par décision collective en assemblée — par suite de ce que Jean-Pierre Le Dantec qualifie de « travail de deuil sur l’idée de révolution ». Plébiscité par un certain nombre de confrères, Jean-Pierre Le Dantec en devient le directeur, fonction qu’il occupe jusqu’en 2006.
Il continue de publier plusieurs ouvrages et notamment des essais et des anthologies consacrés à l'art des jardins et au paysage plus généralement parmi lesquels Le Sauvage et le Régulier : Art des jardins et paysagisme en France au XXe siècle (2002), Splendeur des jardins de Paris, Jardins et Paysages : Une anthologie (2003). Il continue également de faire paraître des romans. Ses lecteurs contemporains [Lesquels ?] analysent ses ouvrages sur les jardins, et notamment la période arabo-andalouse, avec circonspection puisqu’il y mêle explicitement nombre de ses affirmations théoriques avec ses positions idéologiques [réf. nécessaire].
En mai 2017, dans le journal "Le Monde", Jean-Pierre Le Dantec s'en prend violemment au réalisateur François Ruffin après sa "Lettre ouverte à un futur président". L'ancien dirigeant maoïste ("ancien militant révolutionnaire" pour le journal Le Monde) est scandalisé par la haine à l'égard d'Emmanuel Macron, dont François Ruffin fait état, et déclare que cela lui donne la nausée.

## Œuvre
- Jean-Pierre Le Dantec, Bretagne Re-naissance d’un peuple, Gallimard, 1974
- Jean-Pierre Le Dantec, Les Dangers du soleil, Presses d'aujourd'hui, coll. « Ciel ouvert », 1978, 289 p. (récit)
- Jean-Pierre Le Dantec, Enfin l’architecture, Autrement, coll. « Ciel ouvert », 1984, 255 p.
- Jean-Pierre Le Dantec, Graal-Romance, Paris, Albin Michel, coll. « Les Grands Mythes fondateurs de l’Occident », 21 février 1992, 232 p. (ISBN 2-226-02554-5) (roman)
- Jean-Pierre Le Dantec, Île-Grande, La Table ronde, 1989 (roman)
- Jean-Pierre Le Dantec, Bretagne, Le Seuil, coll. « Points-Planète », 4 avril 1990, 251 p. (ISBN 978-2-02-012107-1)
- Jean-Pierre Le Dantec, Dédale le héros, Paris, Balland, décembre 1991, 261 p. (ISBN 2-7158-0907-7)
- Jean-Pierre Le Dantec, Jardins et Paysages : Textes critiques de L'Antiquité à nos jours, Paris, Larousse, coll. « Textes essentiels », 1er septembre 1996, 634 p.
- Jean-Pierre Le Dantec, Les Corps subtils, Paris, Le Seuil, coll. « Fiction et Cie », août 2000, 219 p. (ISBN 2-02-033490-9)
- Jean-Pierre Le Dantec, Henri Gaudin : Naissance d'une forme, Paris, Norma, coll. « Essais », 31 octobre 2001, 224 p. (ISBN 2-909283-64-X)
- Jean-Pierre Le Dantec, Le Sauvage et le Régulier : Art des jardins et du paysagisme en France au XXe siècle, Paris, Le Moniteur, mars 2002, 280 p. (ISBN 2-281-19144-3)
- Jean-Pierre Le Dantec, Étourdissements, Paris, Le Seuil, coll. « Fiction et Cie », août 2003, 248 p. (ISBN 2-02-048659-8)
- Jean-Pierre Le Dantec, Jardins et Paysages : Une anthologie, Paris, éd. de La Villette, novembre 2003, 635 p. (ISBN 2-903539-80-4)
- Jean-Pierre Le Dantec, Jean-Pierre Buffi, réalisations et projets 1990–2007, Paris, Le Moniteur, avril 2008, 224 p. (ISBN 978-2-281-19366-4 et 2-281-19366-7)
- Jean-Pierre Le Dantec, Jardins de Paris Aquarelles, Paris, Les Éditions du Pacifique, février 2001, 96 p. (ISBN 978-2-87868-096-6)
- Jean-Pierre Le Dantec, Poétique des jardins : essai, Arles, Actes Sud, juin 2011, 180 p. (ISBN 978-2-7427-9628-1)
- Jean-Pierre Le Dantec, Un héros. Vie et mort de Georges Guingouin, Paris, Gallimard, coll. « Littérature », 2015, 240 p. (ISBN 978-2-07-014815-8)
- Jean-Pierre Le Dantec, Le Disparu, Paris, Gallimard, coll. « Blanche », 2017, 176 p. (ISBN 9782072734571)
- Jean-Pierre Le Dantec (dir.), Michel Audouy (dir.), Yann Nussaume (dir.) et Chiara Santini (dir.), Le Grand Pari(s) d'Alphand : création et transmission d'un paysage urbain, Paris, Éditions de la Villette, 2018, 414 p. (ISBN 978-2-37556-005-1)

En collaboration avec sa sœur, Denise Le Dantec :
- Jean-Pierre Le Dantec et Denise Le Dantec, Le Roman des jardins de France : Leur histoire, Paris, Plon, 1987
  - Jean-Pierre Le Dantec et Denise Le Dantec, Le Roman des jardins de France : Leur histoire, Paris, Christian de Bartillat, coll. « Terres », 1er octobre 1990, 280 p. (ISBN 2-905563-24-9)
    - Jean-Pierre Le Dantec et Denise Le Dantec, Le Roman des jardins de France : Leur histoire, Paris, Christian de Bartillat, mai 1998, 280 p. (ISBN 2-84100-159-8)
- Jean-Pierre Le Dantec et Denise Le Dantec, Splendeurs et jardins de Paris, Paris, Flammarion, 1991

## Autres réalisations
En 2010, il réalise, avec l'un de ses fils, Tangui Le Dantec, un jardin au Festival des Jardins de Chaumont-sur-Loire, la terre gaste, illustrant le roman, La Route